# Qu Zimo
Dans ce nom chinois, le nom de famille, Qu, précède le nom personnel.
Qu Zimo, né le 22 septembre 2001 à Shijiazhuang (Chine), est un badiste handisport chinois. Il remporte deux médailles d'or aux Jeux paralympiques d'été de 2020.

## Situation personnelle
Qu Zimo est né à Shijiazhuang, dans le Hebei, en Chine. À l'âge de trois mois, on lui a diagnostiqué une polio et il est resté paralysé des membres inférieurs. Il a ensuite été enrôlé dans l'équipe de badminton pour handicapés du Hebei, où il a commencé à apprendre et à pratiquer le badminton en fauteuil roulant.